# Time for Miracles
Time for Miracles (с англ. — «Время чудес») — второй сингл Адама Ламберта. Он был выпущен 16 октября 2009 года через Amazon.com. Хотя  его первая песня была с American Idol, она не была выпущена как его официальный дебютный сингл. Вместо него был выпущен одноименный трек с его альбома For Your Entertainment. Песня фигурирует как конечная заставка в фильме-катастрофе 2012. Полная версия песни была выпущена 17 октября 2009 через YouTube и 20 октября 2009 через цифровую дистрибуцию. Авторами песни были Алан Йоханнес и его жена Наташа Шнайдер, которая, возможно, была самой известной в сотрудничестве с несколькими альбомами Queens of the Stone Age. Шнайдер умерла от рака в 2008 году.

## Отзывы
До того, как «Time for Miracles» был выпущен в общественность, он уже получил положительные отзывы.
Брайан Мэй из Queen прослушал весь трек и похвалил песню: «действительно блестящая» и сделал комплимент вокалу Ламберта, заявляя: «Голос Адама достигает точности, глубины, зрелости и потрясающего диапазона, и силы, от которой у всех челюсти поотвисают во всем мире».
Прослушав только превью трека, Майкл Слезак из Entertainment Weekly' заявил, что песня «звучит, как будто у неё потенциал, чтобы быть оглушительной пауэр-балладой».

## Клип
Официальный клип на песню был выпущен 21 октября через MySpace. В клипе Ламберт гуляет безмятежно по сцене с катастрофой, как было снято в фильме 2012. В нём наложены вместе эпизоды из фильма и кадры с Адамом.
В другом клипе, ставшим популярным на YouTube не показан Ламберт вообще, но зато показаны эпизоды катастрофы с главными героями фильма, пытающимися спастись от разрушений Лос-Анджелеса.
В конце фильма играет немного другая версия песни.

## Появление в чарте
7 ноября 2009 года «Time for Miracles» дебютировал на #50 в Billboard Hot 100. В США песня была распродана 98,000 легальными цифровыми копиями.
| Чарт (2009)                    | Наивысшая позиция |
| ------------------------------ | ----------------- |
| Американский Billboard Hot 100 | 50                |
| Canadian Hot 100               | 26                |